# Davisov kup
Davisov kup ime je svjetskog prvenstva u tenisu koje se održava svake godine od 1900. godine. Davis Cup kao takav službeno je ukinut 2018. u korist novoga Davis Cupa u novom formatu.
Prva pobjednica Davis Cupa u originalnom formatu su Sjedinjene Američke države (1900.), a posljednja Hrvatska (2018.).

## Hrvatska- pobjednica 2005.
Hrvatska teniska reprezentacija je 2005. godine prvi put osvojila Davisov kup. Tako je postala 12. zemlja pobjednica od osnutka kupa. Osim toga, Hrvatska je prva pobjednica koja nije ujedno bila nositelj u Svjetskoj skupini.

### Rezultati
Slovačka protiv Hrvatske 2:3 (Bratislava, Slovačka, 2. – 4. prosinca 2005.)
- Ivan Ljubičić (HRV) pobjeda nad  Karolom Kučerom (SVK), 6:3, 6:4, 6:3
- Dominik Hrbatý (SVK) pobjeda nad Mariom Ančićem (HRV), 7:6, 6:3, 6:7, 6:4
- Mario Ančić / Ivan Ljubičić (HRV) pobjeda nad Dominikom Hrbatýjem / Michalom Mertiňákom (SVK), 7:6, 6:3, 7:6
- Dominik Hrbatý (SVK) pobjeda nad Ivanom Ljubičićem (HRV), 4:6, 6:3, 6:4, 3:6, 6:4
- Mario Ančić (HRV) pobjeda nad Michalom Mertiňákom (SVK), 7:6, 6:3, 6:4

### Reprezentacije
- Hrvatska: Mario Ančić, Goran Ivanišević, Ivo Karlović, Ivan Ljubičić; trener Nikola Pilić
- Slovačka: Karol Beck, Karol Kučera, Dominik Hrbatý, Michal Mertiňák; trener Miroslav Mečíř

## Hrvatska- pobjednica 2018.
Hrvatska teniska reprezentacija je 2018. godine drugi put osvojila Davisov kup protiv Francuske te je ujedno i posljednja reprezentacija osvajačica Davis kupa u ovakvome formatu natjecanja. 

### Rezultati
Francuska protiv Hrvatske 1:3 (Lille, Francuska, 23. – 25. studenoga 2018.)
- Borna Čorić (HRV) pobjeda nad Jeremyjem Chardyjem (FRA), 6:2, 7:5, 6:4
- Marin Čilić (HRV) pobjeda nad Jo-Wilfriedom Tsongom (FRA), 6:3, 7:5, 6:4
- Pierre-Hugues Herbert / Nicolas Mahut (FRA) pobjeda nad Ivanom Dodigom / Matom Pavićem, 6:4, 6:4, 3:6, 7:6
- Marin Čilić (HRV) pobjeda nad Lucasom Pouilleom (FRA), 7:6, 6:3, 6:3

### Reprezentacije
- Hrvatska: Marin Čilić, Borna Čorić, Franko Škugor, Mate Pavić, Ivan Dodig; trener Željko Krajan
- Francuska: Lucas Pouille, Jérémy Chardy, Nicolas Mahut, Pierre-Hugues Herbert, Jo-Wilfried Tsonga; trener: Yannick Noah

## Pobjednici Davisova kupa
- 1900. - SAD je pobijedio 3:0 Veliku Britaniju
- 1901. - nije igrano
- 1902. - SAD je pobijedio 3:2 Veliku Britaniju
- 1903. - Velika Britanija je pobijedila 4:1 SAD
- 1904. - Velika Britanija je pobijedila 5:0 Belgiju
- 1905. - Velika Britanija je pobijedila 5:0 SAD
- 1906. - Velika Britanija je pobijedila 5:0 SAD
- 1907. - Australazija je pobijedila 3:2 Veliku Britaniju
- 1908. - Australazija je pobijedila 3:2 SAD
- 1909. - Australazija je pobijedila 5:0 SAD
- 1910. - nije igrano
- 1911. - Australazija je pobijedila 5:0 SAD
- 1912. - Velika Britanija je pobijedila 3:2 Australaziju
- 1913. - SAD je pobijedila 3:2 Veliku Britaniju
- 1914. - Australija je pobijedila 3:2 SAD
- 1915. – 1918. - nije igrano zbog Prvog svjetskog rata
- 1919. - Australija je pobijedila 4:1 Veliku Britaniju
- 1920. - SAD je pobijedio 5:0 Australiju
- 1921. - SAD je pobijedio 5:0 Japan
- 1922. - SAD je pobijedio 4:1 Australiju
- 1923. - SAD je pobijedio 4:1 Australiju
- 1924. - SAD je pobijedio 5:0 Australiju
- 1925. - SAD je pobijedio 5:0 Francusku
- 1926. - SAD je pobijedio 4:1 Francusku
- 1927. - Francuska je pobijedila 3:2 SAD
- 1928. - Francuska je pobijedila 4:1 SAD
- 1929. - Francuska je pobijedila 3:2 SAD
- 1930. - Francuska je pobijedila 4:1 SAD
- 1931. - Francuska je pobijedila 3:2 Veliku Britaniju
- 1932. - Francuska je pobijedila 3:2 SAD
- 1933. - Velika Britanija je pobijedila 3:2 Francuska
- 1934. - Velika Britanija je pobijedila 4:1 SAD
- 1935. - Velika Britanija je pobijedila 5:0 SAD
- 1936. - Velika Britanija je pobijedila 3:2 Australiju
- 1937. - SAD je pobijedio 4:1 Veliku Britaniju
- 1938. - SAD je pobijedio 3:2 Australiju
- 1939. - Australija je pobijedio 3:2 SAD
- 1940. – 1945. - nije igrano zbog Drugog svjetskog rata
- 1946. - SAD je pobijedio 5:0 Australiju
- 1947. - SAD je pobijedio 4:1 Australiju
- 1948. - SAD je pobijedio 5:0 Australiju
- 1949. - SAD je pobijedio 4:1 Australiju
- 1950. - Australija je pobijedila 4:1 SAD
- 1951. - Australija je pobijedila 3:2 SAD
- 1952. - Australija je pobijedila 4:1 SAD
- 1953. - Australija je pobijedila 3:2 SAD
- 1954. - SAD je pobijedio 3:2 Australiju
- 1955. - Australija je pobijedila 5:0 SAD
- 1956. - Australija je pobijedila 5:0 SAD
- 1957. - Australija je pobijedila 3:2 SAD
- 1958. - SAD je pobijedila 3:2 Australiju
- 1959. - Australija je pobijedila 3:2 SAD
- 1960. - Australija je pobijedila 4:1 Italiju
- 1961. - Australija je pobijedila 5:0 Italiju
- 1962. - Australija je pobijedila 5:0 Meksiko
- 1963. - SAD je pobijedio 3:2 Australiju
- 1964. - Australija je pobijedila 3:2 SAD
- 1965. - Australija je pobijedila 4:1 Španjolsku
- 1966. - Australija je pobijedila 4:1 Indiju
- 1967. - Australija je pobijedila 4:1 Španjolsku
- 1968. - SAD je pobijedio 4:1 Australija
- 1969. - SAD je pobijedio 5:0 Rumunjsku
- 1970. - SAD je pobijedio 5:0 Njemačku
- 1971. - SAD je pobijedio 3:2 Rumunjsku
- 1972. - SAD je pobijedio 3:2 Rumunjsku
- 1973. - Australija je pobijedila 5:0 SAD
- 1974. - JAR je pobijedila Indiju
- 1975. - Švedska je pobijedila 3:2 Čehoslovačku
- 1976. - Italija je pobijedila 4:1 Čile
- 1977. - Australija je pobijedila 3:1 Italiju
- 1978. - SAD je pobijedio 4:1 Veliku Britaniju
- 1979. - SAD je pobijedio 5:0 Italiju
- 1980. - Čehoslovačka je pobijedila 4:1 Italiju
- 1981. - SAD je pobijedio 3:1 Argentinu
- 1982. - SAD je pobijedio 4:1 Francusku
- 1983. - Australija je pobijedila 3:2 Švedsku
- 1984. - Švedska je pobijedila 4:1 SAD
- 1985. - Švedska je pobijedila 3:2 Njemačku
- 1986. - Australija je pobijedila 3:2 Švedsku
- 1987. - Švedska je pobijedila 5:0 Indiju
- 1988. - Njemačka je pobijedila 4:1 Švedsku
- 1989. - Njemačka je pobijedila 3:2 Švedsku
- 1990. - SAD je pobijedio 3:2 Australiju
- 1991. - Francuska je pobijedila 3:1 SAD
- 1992. - SAD je pobijedio 3:1 Švicarsku
- 1993. - Njemačka je pobijedila 4:1 Australiju
- 1994. - Švedska je pobijedila 4:1 Rusiju
- 1995. - SAD je pobijedio 3:2 Rusiju
- 1996. - Francuska je pobijedila 3:2 Švedsku
- 1997. - Švedska je pobijedila 5:0 SAD
- 1998. - Švedska je pobijedila 4:1 Italiju
- 1999. - Australija je pobijedila 3:2 Francusku
- 2000. - Španjolska je pobijedila 3:1 Australiju
- 2001. - Francuska je pobijedila 3:2 Australiju
- 2002. - Rusija je pobijedila 3:2 Francusku
- 2003. - Australija je pobijedila 3:1 Španjolsku
- 2004. - Španjolska je pobijedila 3:2 SAD
- 2005. - Hrvatska je pobijedila 3:2 Slovačku
- 2006. - Rusija je pobijedila 3:2 Argentinu
- 2007. - SAD je pobijedio 4:1 Rusiju
- 2008. - Španjolska je pobijedila 4:0 Argentinu
- 2009. - Španjolska je pobijedila 5:0 Češku
- 2010. - Srbija je pobijedila 3:2 Francusku
- 2011. - Španjolska je pobijedila 3:1 Argentinu
- 2012. - Češka je pobijedila 3:2 Španjolsku
- 2013. - Češka je pobijedila 3:2 Srbiju
- 2014. - Švicarska je pobijedila 3:1 Francusku
- 2015. - Velika Britanija je pobijedila 3:1 Belgiju.
- 2016. - Argentina je pobijedila 3:2 Hrvatsku.
- 2017. - Francuska je pobijedila 3:2 Belgiju.
- 2018. - Hrvatska je pobijedila 3:1 Francusku.

## Poveznice
- ATP
- Wimbledon
- Roland Garros
- Australian Open
- US Open

## Vanjske poveznice
- Službene stranice Davisovog kupa (engl.)